# Vasiutînți, Ciornobai
Vasiutînți (în ucraineană Васютинці) este o comună în raionul Ciornobai, regiunea Cerkasî, Ucraina, formată numai din satul de reședință.

## Demografie
Componența lingvistică a comunei Vasiutînți
     Ucraineană (95,36%)
     Rusă (3,28%)
     Alte limbi (0,12%)
Conform recensământului din 2001, majoritatea populației comunei Vasiutînți era vorbitoare de ucraineană (95,36%), existând în minoritate și vorbitori de rusă (3,28%) și armeană (1,18%).